# Општина Пестишу Мик (Хунедоара)
Пестишу Мик (рум. Pestişu Mic) општина је у Румунији у округу Хунедоара.
Oпштина се налази на надморској висини од 301 m.